# Vorderrhein
Vorderrhein är en av Rhens källfloder. Den möter Hinterrhein vid Tamins i kantonen Graubünden, Schweiz (koordinaterna pekar på mynningen).